# Swjatoslaw Schewtschuk

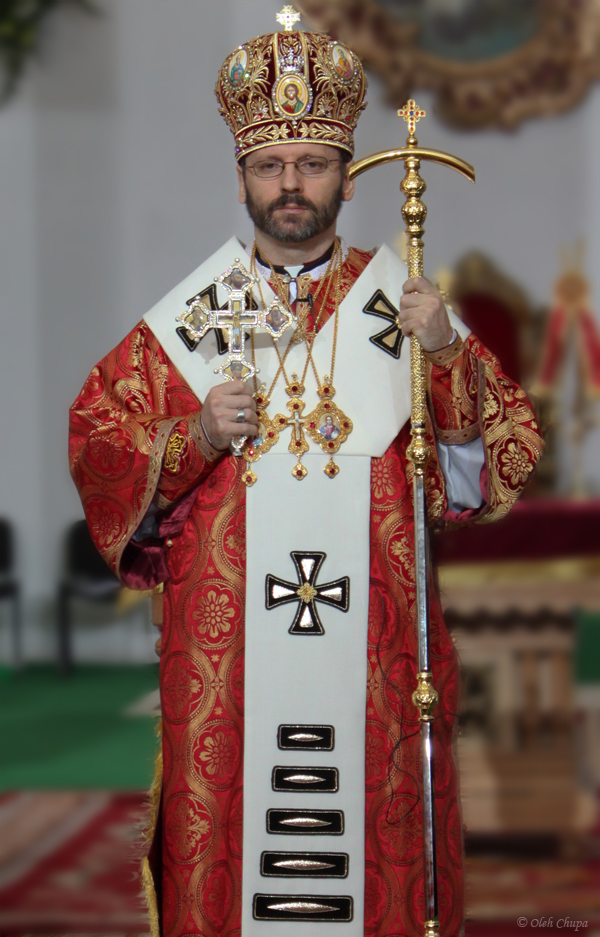
Großerzbischof Swjatoslaw Schewtschuk (2011)

Wappen des Großerzbischofs

Swjatoslaw Schewtschuk (ukrainisch Святосла́в Шевчу́к, wiss. Transliteration Svjatoslav Shevchuk; * 5. Mai 1970 in Stryj, Oblast Lwiw, Ukrainische SSR) ist Großerzbischof von Kiew-Halytsch der Ukrainischen Griechisch-Katholischen Kirche.

## Leben
Swjatoslaw Schewtschuk besuchte nach der Mittelschule die Krankenpflegeschule in Boryslaw. Zugleich war er von 1983 bis 1989 Alumne des Priesterseminars der Untergrundkirche in der Ukraine. Schewtschuk studierte von 1991 bis 1993 Philosophie an der Universität der Salesianer in Buenos Aires. Anschließend studierte er bis 1994 Katholische Theologie am Priesterseminar in Lemberg. Swjatoslaw Schewtschuk empfing am 21. Mai 1994 durch den Weihbischof in Lemberg, Philemon Kurchaba CSsR, das Sakrament der Diakonenweihe. Am 26. Juni 1994 empfing Schewtschuk durch den Großerzbischof von Lemberg, Myroslaw Kardinal Ljubatschiwskyj, das Sakrament der Priesterweihe. Er wurde in den Klerus der Erzeparchie Lemberg inkardiniert.
1994 wurde Swjatoslaw Schewtschuk für weiterführende Studien nach Rom entsandt. Er wurde 1999 an der Päpstlichen Universität Heiliger Thomas von Aquin mit einer moraltheologischen Dissertation mit dem Titel „La vita trasfigurata in Cristo“ („Das Leben in Christus verklärt“) summa cum laude zum Doktor der Theologie promoviert. Schewtschuk war von 1999 bis 2000 Präfekt des Lemberger Priesterseminars. Von 2000 bis 2007 war er Subregens des Lemberger Priesterseminars. Seit 2001 war Swjatoslaw Schewtschuk zusätzlich Vize-Rektor der Ukrainischen Katholischen Universität in Lemberg. Zudem war er von 2002 bis 2005 Privatsekretär des Großerzbischofs von Lemberg, Ljubomyr Kardinal Husar MSU. Im Juni 2007 wurde Swjatoslaw Schewtschuk Regens des Lemberger Priesterseminars.
Am 14. Januar 2009 ernannte ihn Papst Benedikt XVI. zum Titularbischof von Castra Galbae und bestellte ihn zum Weihbischof in der Eparchie Santa María del Patrocinio en Buenos Aires. Der Erzbischof der Erzeparchie Lemberg, Ihor Wosnjak CSsR, spendete ihm am 7. April 2009 in der Sankt-Georgs-Kathedrale in Lemberg die Bischofsweihe; Mitkonsekratoren waren der Bischof der Eparchie Santa María del Patrocinio en Buenos Aires, Miguel Mykycej FDP, und der Bischof der Eparchie Sambir-Drohobytsch, Julian Woronowskyj MSU. Am 10. April 2010 ernannte ihn Benedikt XVI. zudem zum Apostolischen Administrator sede vacante et ad nutum Sanctae Sedis der Eparchie Santa María del Patrocinio en Buenos Aires.
Am 23. März 2011 wählte ihn die Synode der ukrainischen griechisch-katholischen Kirche in Lemberg zum Großerzbischof von Kiew-Halytsch. Papst Benedikt XVI. bestätigte am 25. März 2011 die Wahl Swjatoslaw Schewtschuks zum Großerzbischof von Kiew-Halytsch. Schewtschuk ist somit das Oberhaupt der ukrainischen griechisch-katholischen Kirche. Zudem wurde er Erzbischof der Erzeparchie Kiew, welche die Eigeneparchie des Großerzbischofs von Kiew-Halytsch ist. Die Amtseinführung fand am 27. März 2011 in der Patriarchatskathedrale zur Auferstehung Jesu in Kiew statt.

## Werke
- La vita trasfigurata in Cristo. Prospettive di morale ortodossa, Rom, 2001